# Abd al-Baki as-Sati
Abd al-Baki as-Sati (arab. ‏عبدالباقي إس ستي‎; ur. w 1973, zm. 16 sierpnia 2017) – marokański terrorysta, imam i tajny informator hiszpańskiej agencji wywiadowczej CNI.
As-Sati był mózgiem planowanych ataków w Barcelonie w 2017 roku i odpowiadał za werbunek dżihadystów do sekty Takfir wal-Hidżra, która pozwala wyznawcom na kopiowanie elementów typowo „zachodniego” stylu życia, często zabronionych w islamie, w celu ukrycia swojej radykalizacji. 
Zginął 16 sierpnia 2017 r. w eksplozji nielegalnej fabryki materiałów wybuchowych w Alcanar.  

## Działalność terrorystyczna i przestępcza
As-Sati był zamieszany w operację Chacal z 2006 r., w trakcie której aresztowano pięciu islamistów za organizację systemu wysłania dżihadystów do walki w Iraku. Od 2003 roku dzielił mieszkanie z islamistami związanymi z Marokańską Islamską Grupą Bojową (GICM) i zamachami bombowymi w Casablance w 2003 roku. 
W 2012 roku imam ukończył czteroletnią karę więzienia za handel narkotykami w Castellón. Podobno podczas pobytu w więzieniu nawiązał „specjalną przyjaźń” z Raszidem Aglifem, który odsiadywał wyrok 18 lat więzienia za udział w zamachach bombowych na pociąg w Madrycie w 2004 r.
W 2014 r. skazano go za przemyt narkotyków i miał zostać deportowany z Hiszpanii, ale udało mu się zatrzymać ten proces argumentując, że deportacja narusza jego prawa człowieka. Dzięki pozytywnemu rozpatrzeniu wniosku o azyl w listopadzie 2014 r. mógł swobodnie poruszać się po 26 krajach UE należących do strefy Schengen. 
Urzędnik pracujący nad deradykalizacją w Belgii powiedział, że as-Sati próbował uzyskać stanowisko w meczecie w pobliżu Brukseli, ale lokalna starszyzna uznała, że nie należy mu pozwalać na głoszenie kazań ze względu na jego „radykalizowane i polaryzujące” podejście. 
Opisywano go jako osobę „niezwykle uprzejmą i dyskretną”, nie zdradzającą żadnego radykalizmu w swoim wyglądzie i kontaktach z osobami, które go nie znały go bardzo blisko.
Zginął 16 sierpnia 2017 r. w eksplozji nielegalnej fabryki materiałów wybuchowych w Alcanar. 
Początkowo policja myślała, że był to przypadkowy wybuch gazu, jednak kilka godzin później odkryła, że przyczyną eksplozji był przypadkowe odpalenie zgromadzonych ładunków wybuchowych, w tym TATP oraz 120 kanistrów z butanem i propanem, które po załadowaniu na ciężarówkę terroryści planowali wykorzystać do ataku na Sagrada Família.